# Skedevi församling
Skedevi församling var en församling i Linköpings stift och i Finspångs kommun. Församlingen uppgick 2013 i Finspångs församling.
Församlingskyrkor var Skedevi kyrka och Rejmyre kyrka.

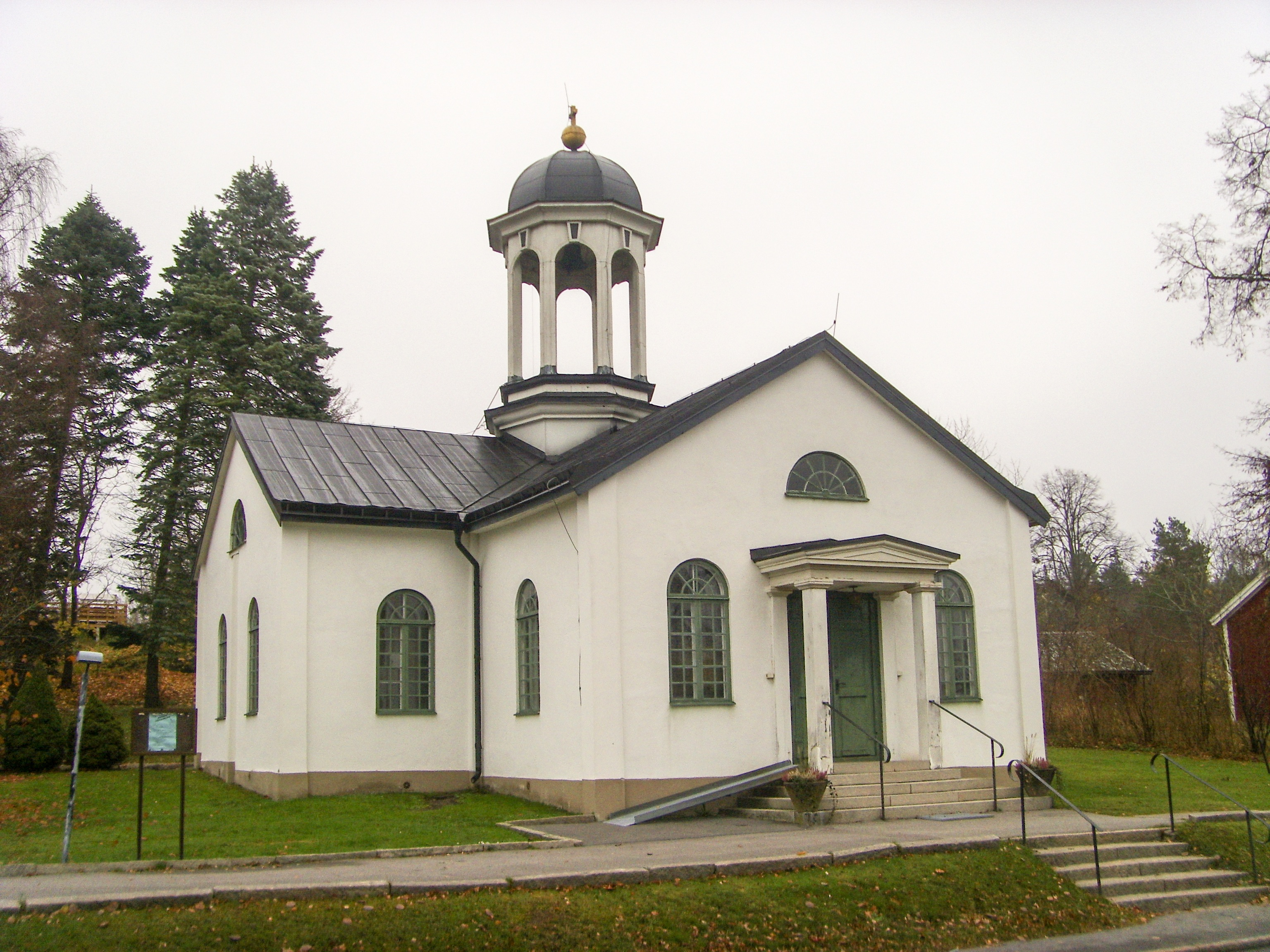
Rejmyre kyrka

## Administrativ historik
Församlingen har medeltida ursprung. 
Församlingen utgjorde till 1962 ett eget pastorat. Från 1962 till 2013 var församlingen moderförsamling i pastoratet Skedevi och Regna. Församlingen var mellan 1927 och 1978 indelad i två kyrkobokföringsdistrikt: Skedevi norra kbfd och Skedevi södra kbfd. Församlingen uppgick 2013 i Finspångs församling.

## Kyrkoherdar
| Ämbetstid | Namn                     | Levnadstid | Övrigt                                    |
| --------- | ------------------------ | ---------- | ----------------------------------------- |
| 1380      | Arung                    |            |                                           |
| 1409      | Olof Johansson           |            |                                           |
| 1522-1527 | Petrus                   | -1527      |                                           |
| 1528      | Laurentius               |            | Curatus.                                  |
| 1558      | Rasmus                   |            |                                           |
| 1559-1572 | Joannes Haraldi          | -1572      |                                           |
| 1574-1595 | Jacobus Joannis          | 1541-1595  |                                           |
| 1596-1615 | Jonas Svenonis           | 1565-1615  |                                           |
| 1617-1652 | Benedictus Johannis      | 1584-1652  |                                           |
| 1653-1672 | Johannes Nicolai         | -1672      |                                           |
| 1673-1696 | Ragvaldus Gothzelius     | 1624-1696  |                                           |
| 1698-1717 | Magnus Fröling           | 1652-1717  |                                           |
| 1718-1768 | Petrus Fröling           | 1682-1768  |                                           |
| 1768-1769 | Magnus Nordström         | 1718-1769  |                                           |
| 1770-1796 | Nils Engström            | 1706-1799  |                                           |
| 1797-1826 | Swen Engström            | 1757-1826  |                                           |
| 1827-1833 | Daniel Strömborg         | 1768-1833  |                                           |
| 1834-1853 | Johan Reinhold Wimermark | 1781-1853  |                                           |
| 1853-1856 | Gustaf Adolf Baeckman    | 1795-1856  |                                           |
| 1856-1877 | Jonas Fridner            | 1797-1877  |                                           |
| 1878-1883 | Anders Magnus Wahlgren   | 1813-1883  |                                           |
| 1883–1898 | Gustaf Tranér            | 1843–1914  | Senare kyrkoherde i Stora Åby församling. |
| 1899-1936 | Axel Jacobson            | 1857-1936  |                                           |
| 1937–1962 | Birger Gunne             | 1895–1996  | [ 4 ]                                     |
| 1962–1978 | Erik Lindgren            | 1913–1978  | [ 5 ]                                     |
| 1981–1984 | Robert Carlin            | 1948–      | [ 6 ]                                     |
| 2000–2005 | Sten Vedmar              | 1939–      |                                           |
| 2006–2007 | Lars Djerf               | 1944–      |                                           |

### Komministrar
| Ämbetstid | Namn                                   | Levnadstid | Övrigt                                     |
| --------- | -------------------------------------- | ---------- | ------------------------------------------ |
| 1631–1632 | Nicolaus Mörck                         | -1656      | Senare kyrkoherde i Gryts församling.      |
| 1652-1679 | Petrus Regnerus                        | 1622-1679  |                                            |
| 1692-1740 | Johannes Gothzelius                    | 1661-1740  |                                            |
| 1741-1767 | Anders Starnell                        | 1709-1767  |                                            |
| 1768–1784 | Pehr Ramselius                         | 1722–1786  | Senare kyrkoherde i Ekebyborna församling. |
| 1785      | Magnus Tinnerstedt                     |            | Senare kyrkoherde i Sunds församling.      |
| 1804-1807 | Sven Fredrik Enelius                   | 1766-1807  |                                            |
| 1807–1810 | Anders Hagert                          | 1768–1839  | Senare kyrkoherde i Linderås församling.   |
| 1810-1827 | Daniel Strömborg                       | 1768-1833  | Senare kyrkoherde i församlingen.          |
| 1829–1840 | Anders Daniel Sandes                   | 1789–1852  | Senare kyrkoherde i Regna församling.      |
| 1839-1853 | Gustaf Adolph Baeckman                 | 1795-1856  | Senare kyrkoherde i församlingen.          |
| 1854-1878 | August Magnus Wahlgren                 | 1813-1883  | Senare kyrkoherde i församlingen.          |
| 1879-1911 | Johan August Konrad Quintius Hollander | 1836-1911  |                                            |
| 1912-     | Peter August Carlson                   | 1853-      |                                            |
| 1932–1940 | Axel Bertil Esaias Forsbring           | 1904–      | [ 4 ]                                      |

### Brukspredikanter
Brukspredikanter vid Rejmyre. De var även folkskollärare.
| Ämbetstid | Namn                      | Levnadstid | Övrigt                                     |
| --------- | ------------------------- | ---------- | ------------------------------------------ |
| 1878      | Herman August Brilioth    | 1847–1921  | Senare kyrkoherde i Västra Eds församling. |
| 1882      | Johan August Flygare      | 1852–1912  | Senare kyrkoherde i Svanshals församling.  |
| 1889      | Carl Magnus Tyllman       |            | Senare komminister i Högby församling.     |
| 1894      | Joël Olof Fries           |            | Senare kyrkoherde i Hovs församling.       |
| 1897      | Carl August Carlstedt     |            | Senare kyrkoherde i Vena församling.       |
| 1899      | Johan Emil Hilmer Hagwall |            | Senare kyrkoherde i Gamleby församling.    |
| 1903-1904 | Bror Adolf Larson         | 1876-      |                                            |
| 1907      | Karl Gustaf Widelius      |            | Senare komminister i Risinge församling.   |
| 1908-1910 | Axel Gottfrid Jacobson    |            | Senare kyrkoherde i församlingen.          |
| 1910-1911 | Ernst Andre as Cedervall  | 1878-1911  |                                            |
| 1911-1917 | Axel Gottfrid Jacobson    |            | Senare kyrkoherde i församlingen.          |

### Huspredikanter
Huspredikanter vid Frängsäter.
| Ämbetstid | Namn                 | Levnadstid | Övrigt                                        |
| --------- | -------------------- | ---------- | --------------------------------------------- |
| 1827      | Johan Gabriel Enroth |            | Senare komminister i Västra Hargs församling. |

Huspredikanter vid Tisenhult.
| Ämbetstid | Namn           | Levnadstid | Övrigt                                                |
| --------- | -------------- | ---------- | ----------------------------------------------------- |
| 1676      | Samuel Bohlius |            | Senare komminister i Norrköpings S:t Olai församling. |

## Organister och klockare
Lista över organister.
| Ämbetstid | Namn                 | Levnadstid | Övrigt                |
| --------- | -------------------- | ---------- | --------------------- |
| 1702–1708 | Magnus Eriksson      |            | Klockare              |
| 1721      | Erik Andersson       |            | Klockare              |
| 1733      | Anders               |            | Klockare              |
| 1739–1760 | Måns                 |            | Klockare              |
| 1764      | Magnus               |            | Klockare              |
| 1757–1764 | Peter                |            | Organist              |
| 1770–1799 | Per Lagergren        | 1735–1799  | Organist och klockare |
| 1799–1860 | Per Gustaf Lagergren | 1774–1860  | Organist              |
| 1864–1879 | Per Erik Regnell     | 1822–      | Organist              |